# Liste des routes nationales de la Tunisie
 (décembre 2016).
Si vous disposez d'ouvrages ou d'articles de référence ou si vous connaissez des sites web de qualité traitant du thème abordé ici, merci de compléter l'article en donnant les références utiles à sa vérifiabilité et en les liant à la section « Notes et références ».
Les routes nationales de Tunisie sont des voies importantes ou qui traversent de larges portions du territoire, par opposition aux routes régionales ou locales. Leur usage est gratuit. Elles sont ouvertes à tous les véhicules.
La liste ci-dessous met en évidence les villes traversées (avec en caractères gras les chefs-lieux de gouvernorats) dans un ordre d'éloignement croissant. Certaines villes ne sont pas directement sur le parcours de la route mais en sont reliées par des sections routières de quelques kilomètres (« près de » est indiquée).
- RN 1 ط و : Tunis – Ras Jedir –  Libye
- RN 2 ط و : Enfida – Skhira
- RN 3 ط و : Tunis – Hazoua –  Algérie
- RN 4 ط و : El Fahs – Kalâat Khasba –  Algérie
- RN 5 ط و : Tunis – Sakiet Sidi Youssef –  Algérie
- RN 6 ط و : Medjez el-Bab – Ghardimaou –  Algérie
- RN 7 ط و : Tunis – Tabarka –  Algérie
- RN 8 ط و : Tunis – Bizerte
- RN 9 ط و : Tunis – La Marsa
- RN 10 ط و : Tunis – Carthage
- RN 11 ط و : Bizerte – Babouch –  Algérie
- RN 12 ط و : Sousse – Le Sers
- RN 13 ط و : Sfax – Kasserine
- RN 14 ط و : Sfax – Gafsa
- RN 15 ط و : Gabès – Bouchebka –  Algérie
- RN 16 ط و : Gabès – Tameghza –  Algérie
- RN 17 ط و : Tabarka – Thélepte
- RN 18 ط و : Dougga – Menzel Salem –  Algérie
- RN 19 ط و : Médenine – Dehiba –  Libye
- RN 20 ط و : Médenine – Matmata – Douz – Faouar – Hazoua